# Belén Montilla
María Belén Montilla Torreblanca (née le 26 juin 1983 à Santiago) est un mannequin chilien et Miss Univers Chili 2006.